# Jazda wojewódzka w II Rzeczypospolitej
Jazda wojewódzka w II Rzeczypospolitej – jeden z rodzajów jazdy Wojska Polskiego tworzony w początkowym okresie istnienia polskiej kawalerii w II Rzeczypospolitej.
Społeczeństwo polskie uważało jazdę za narodową broń Polaków. Dlatego już w listopadzie 1918, na terenach wyzwolonych spod okupacji niemieckiej i austriackiej zaczęły powstawać samorzutnie w oddziały jazdy. Obok żołnierzy frontowych, zgłaszali się też ochotnicy nie posiadający żadnego przeszkolenia wojskowego. Szereg oddziałów powstało na zasadzie „skrzyknięcia się” znajomych z danego terenu. W ten sposób sformowano czternaście szwadronów wojewódzkich.

## Oddziały jazdy wojewódzkiej
Żywe wśród Polaków tradycje i wspomnienia pospolitego ruszeniu i byłej kawalerii narodowej, spowodowały, że społeczeństwo byłej Kongresówki w listopadzie 1918 zaczęło tworzyć ochotnicze oddziały kawalerii. Były to szwadrony wojewódzkie. Każde województwo miało wystawić jeden taki szwadron. Miały one nieco większy stan niżeli szwadrony pułków liniowych, a dowódcami ich mieli być przeważnie ludzie szeroko znani ogółowi danego województwa, niekoniecznie wykwalifikowani wojskowi.
Tego typu organizacja wzorowana była na wzorcach zastosowanych przy tworzeniu kawalerii w pierwszym roku istnienia Księstwa Warszawskiego. Ochotnicy mieli się stawić we własnym umundurowaniu i na własnych koniach, otrzymując od rządu tylko uzbrojenie i rząd koński.
Powstały między innymi:  1 szwadron Kujawski we Włocławku, 2 szwadron Kujawski w Koninie, szwadron Płocki, szwadron Łowicki w Błoniu, szwadron Warszawski (Mazowiecki), szwadron Siedlecki  w Łochowie, 1 szwadron Warszawski „Odsiecz Lwowa”, szwadron Bielsko-Mazowiecki w Czyżewie, szwadron Radomski, szwadron Noworadomski, szwadron Jędrzejowski.
Część szwadronów wojewódzkich stanowiła składową oddziałów liniowych. Szwadron płocki należał do składu 4 pułku ułanów, szwadrony Radomski, Noworadomski, Jędrzejowski do pułku jazdy 1 Brygady Wojska Polskiego (późniejszy 11 p. uł.), 2 szwadron Kujawski do 2 pułku ułanów. Pozostałe stanowiły jazdę samodzielną, ale z czasem również i one zostały wcielone do różnych pułków kawalerii.

## Walki szwadronów i zmiany organizacyjne
Szwadron Warszawski (Mazowiecki) rtm. Tadeusza Kossaka organizowany był w Warszawie. Wziął udział w zamachu styczniowym 1919 na rząd Moraczewskiego, następnie jako samodzielny szwadron wysłany został na front przeciwbolszewicki i przydzielony został do 3 pułku ułanów. W wyniku dalszych działań organizacyjnych wszedł w skład 5 pułku strzelców konnych.
Szwadron Łowicki, organizowany przez rtm. Wojciecha Kossaka, a składający się z zamożnej młodzieży stacjonował w Błoniu. Słabo szkolony i o niskim poczuciu dyscypliny wojskowej został napadnięty i rozbrojony przez inną grupę młodzieży, która uważała za stosowne rozbroić „reakcyjne wojsko”. Pomimo wyjaśnienia incydentu i oddania zabranej broni, szwadron został rozwiązany, a jego żołnierze  przydzieleni do innych oddziałów.
Szwadron „Odsieczy Lwowa” grupował w sobie żołnierzy z byłych korpusów wschodnich raz elementy miejskie. W krótkim czasie szwadron przemianowany został w kadrę 12 pułku Ułanów Podolskich.
1 szwadron Kujawski rtm. Henryka Bzowskiego brał udział w wyprawie wileńskiej, a następnie został wcielony do 1 pułku strzelców konnych, a 2 szwadron Kujawski wszedł początkowo w skład 2 pułku ułanów, a następnie wcielony został do 3 pułku strzelców konnych.
Szwadron Bielsko-Mazowiecki por. Jakóbowskiego po złączeniu z oddziałem „Samoobrony Mińskiej”, przeszedłszy do Łap, otrzymał nazwę „Białostockiego oddziału Jazdy” i stanowił zaczątek dla późniejszego 10 pułku ułanów.